# Wovoka

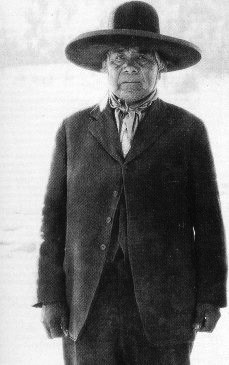
Wovoka

Wovoka (nabij Carson City, Nevada, ca. 1856 – Yerington, Nevada, 20 september 1932) was een Indiaanse spiritueel leider die vooral bekend werd als verspreider van de Ghost Dance. Hij hoorde tot de stam van de Paiute maar werd vanaf zijn veertiende (na de dood van zijn vader) opgevoed door het blanke gezin van David Wilson. Zo kwam Wovoka ook aan de andere naam waaronder hij bekend werd: Jack Wilson.
Rond 1870 raakte Wovoka betrokken bij de laatste stuiptrekkingen van de Indianen in hun strijd tegen de oprukkende Amerikanen. Onder invloed van de radicale mysticus Tavibo (eveneens van Paiute afkomst) begon Wovoka zijn eigen missie. Hij voorspelde het einde van de heerschappij van het blanke ras en de vernieuwing van de Indiaan. De Indiaan zou een spirituele herbeleving doormaken en in overvloed leven. Dit moest volgens Wovoka overigens gepaard gaan met een innerlijke oprechtheid: alleen moreel juist gedrag bracht geestelijke redding. Een van de middelen die Wovoka stimuleerde – en die hij had “geleend” van zijn leermeester Tavibo – was de Ghost Dance: een rituele dans die het gevoel van onsterfelijkheid en vredelievendheid moest versterken.
De Ghost Dance verspreidde zich snel door het westen van de Verenigde Staten. Vooral de Indiaanse stammen die het onderspit gedolven hadden tegen de Amerikanen raakten bezield door de Ghost Dance en schiepen hun eigen varianten ervan. Met name de Sioux Kicking Bear presenteerde een zeer geradicaliseerde versie van de rol van de Ghost Dance. Hoewel Wovoka geweldloosheid preekte is zijn naam dan ook onterecht verbonden aan het Bloedbad van Wounded Knee. Indianen die meenden dat zij onkwetsbaar waren tegen de blanken die toch ten onder zouden gaan, stelden zich teweer tegen die blanken. Het resultaat was een massaslachting.
Het betekende het einde van Wovoka's zendingsactiviteiten. Hij bleef geloven in een pan-Indiaanse identiteit maar leefde verder als Jack Wilson. In 1932 overleed hij.
De muziekgroep Redbone noemde een studioalbum naar Wovoka.

## Bron/Verder lezen
- Dee Brown's bibliografie (waaronder ’Begraaf mijn hart bij de bocht van de rivier’ als vertaling van ’Bury my heart at Wounded Knee’)
- Wovoka
- 'The Paiute Messiah' door Robert A. Toledo